# Passerculus sandwichensis
Passerculus sandwichensis là một loài chim trong họ Emberizidae.